# Flores de luna
Flores de luna és un documental espanyol del 2008 dirigit per Juan Vicente Córdoba. Fou projectat al Festival Internacional de Cinema de Sant Sebastià i estrenada al cine Luchana de Madrid davant representants veïnals del barri del Pozo i d'altres zones de Madrid el 9 de desembre de 2008.

## Argument
La barriada d'El Pozo del Tío Raimundo es va construir en els anys 50 amb cases de fang i llauna. El pas de les dècades, i l'arribada de nous i molt diversos habitants, han fet que aquesta zona de Madrid adquireixi una moderna identitat que la identifica dins i fora de la ciutat. Molts han contribuït en aquesta obstinació, però la labor del Pare Llanos, l'anomenat "capellà roig", ha estat decisiva a l'hora de transformar el Pozo i estendre entre els seus habitants la idea que un món millor és possible.

## Premis
- XVIII Premis Turia: Premi al millor documental.[5]